# Waiting for the Sun
Waiting for the Sun är ett musikalbum av the Doors från 1968. Albumet var deras tredje och det första som nådde förstaplatsen på den amerikanska albumlistan. "Hello, I Love You" blev gruppens andra singeletta i USA, efter "Light My Fire" 1967.
Låten "Waiting for the Sun" finns inte med på skivan, utan återfinns på albumet Morrison Hotel från 1970.

## Låtlista
Alla låtar är skrivna av the Doors.
Sida ett
1. "Hello, I Love You" - 2:22
2. "Love Street" - 3:06
3. "Not to Touch the Earth" - 3:54
4. "Summer's Almost Gone" - 3:20
5. "Wintertime Love" - 1:52
6. "The Unknown Soldier" - 3:10

Sida två
1. "Spanish Caravan" - 2:58
2. "My Wild Love" - 2:50
3. "We Could Be So Good Together" - 2:20
4. "Yes, the River Knows" - 2:35
5. "Five to One" - 4:22

## Medverkande
- Jim Morrison: Sång
- Robbie Krieger: Gitarr
- Ray Manzarek: Piano och orgel (kör på spår 1)
- John Densmore: Trummor
- Doug Lubahn: Bas på spår 6
- Kerry Magness: Bas på spår 7
- Leroy Vinegar: Akustisk bas
- Doug Lubahn: Elektrisk bas

- Bruce Botnick: Inspelningstekniker & mixning
- Paul Ferrara: Omslagsfoto framsida
- Joel Brodsky: Omslagsfoto baksida
- William S.Harvey: Omslagskoncept

## Singlar från albumet
- "The Unknown Soldier"/"We Could Be So Good Together" - mars 1968
- "Hello I Love You"/"Love Street" - juni 1968

## Listplaceringar
| Lista (1968)   | Position             |
| -------------- | -------------------- |
| Finland        | 8                    |
| Frankrike      | 1                    |
| Kanada         | 3 (RPM)              |
| Storbritannien | 16 (UK Albums Chart) |
| USA            | 1 (Billboard 200)    |